# River Bway
River Bway är ett vattendrag i Dominica.   Det ligger i parishen Saint Joseph, i den centrala delen av landet, 15 km norr om huvudstaden Roseau. River Bway ligger på ön Dominica.